# Lierstaartwidavink
De lierstaartwidavink (Euplectes jacksoni) is een zangvogel uit de familie Ploceidae (Wevers).

## Verspreiding en leefgebied
Deze soort komt voor in oostelijk Afrika in Kenia en noordelijk Tanzania.